# Song of the Sea
Song of the Sea (bra: Canção do Oceano, ou A Canção do Oceano; prt: A Canção do Mar) é um filme de animação luxemburgo-belgo-franco-dino-irlandês de 2014, do gênero fantasia, dirigido por Tomm Moore
para a Cartoon Saloon, com roteiro dele e de Will Collins.
A obra é uma animação tradicional e foi lançado no Festival Internacional de Cinema de Toronto no dia 6 de setembro. Posteriormente foi indicado ao Oscar de melhor animação em 2015.

## Elenco
- David Rawle - Ben[1]
- Brendan Gleeson - Conor e Mac Lir[1][8]
- Fionnula Flanagan - Granny e Macha[1][8]
- Lisa Hannigan - Bronagh, Ben e mãe de Saoirse[1]
- Lucy O'Connell - Saoirse[1]
- Jon Kenny - Ferry Dan e Grande Seanachaí[1]
- Pat Shortt - Lug[1]
- Colm Ó Snodaigh - Mossy[1]
- Liam Hourican - Spud e motorista[1]
- Kevin Swierszcz - Ben (jovem)[1]

Na versão portuguesa, a dobragem foi feita, entre outros, por Luísa Cruz, Rui Luís Brás, Peter Michael, Tiago Retré, Carlos Vieira de Almeida, Sara Mestre, Sérgio Calvinho, Luís Henrique Matos e Lourenço Serrão.

## Trilha sonora
Todas as músicas compostas por Bruno Coulais e Kila, exceto 24 a 25 (por Nolwenn Leroy).
| Song of the Sea (Original Motion Picture Soundtrack) – Edição padrão |                                   |                |                                |         |  |
| N.º                                                                  | Título                            | Música         | Intérprete(s)                  | Duração |  |
| 1.                                                                   | "Song of the Sea"                 |                | Lisa Hannigan                  | 2:42    |  |
| 2.                                                                   | "The Mother's Portrait"           |                |                                | 2:26    |  |
| 3.                                                                   | "The Sea Scene"                   |                |                                | 2:42    |  |
| 4.                                                                   | "The Song"                        |                | Lisa Hannigan e Lucy O'Connell | 5:16    |  |
| 5.                                                                   | "The Key in the Sea"              |                |                                | 0:59    |  |
| 6.                                                                   | "The Derry Tune"                  |                |                                | 1:58    |  |
| 7.                                                                   | "In the Streets"                  |                |                                | 1:05    |  |
| 8.                                                                   | "Dance with the Fish"             |                |                                | 2:05    |  |
| 9.                                                                   | "The Seals"                       |                |                                | 0:45    |  |
| 10.                                                                  | "Something Is Wrong"              |                | Lisa Hannigan                  | 2:04    |  |
| 11.                                                                  | "Run"                             |                |                                | 2:31    |  |
| 12.                                                                  | "Head Credits"                    |                | Lisa Hannigan                  | 1:44    |  |
| 13.                                                                  | "Get Away"                        |                |                                | 1:18    |  |
| 14.                                                                  | "Help"                            |                |                                | 2:33    |  |
| 15.                                                                  | "Sadness"                         |                |                                | 1:06    |  |
| 16.                                                                  | "Molly"                           |                |                                | 1:05    |  |
| 17.                                                                  | "I Hate You"                      |                |                                | 1:33    |  |
| 18.                                                                  | "Who Are You"                     |                |                                | 1:19    |  |
| 19.                                                                  | "The Storm"                       |                |                                | 1:55    |  |
| 20.                                                                  | "Katy's Tune"                     |                |                                | 3:30    |  |
| 21.                                                                  | "In the Bus"                      |                | Lisa Hannigan                  | 0:44    |  |
| 22.                                                                  | "The Thread"                      |                | Lisa Hannigan                  | 2:24    |  |
| 23.                                                                  | "Amhrán Na Farraige"              |                | Lisa Hannigan                  | 2:45    |  |
| 24.                                                                  | "Song of the Sea (Lullaby)"       |                | Nolwenn Leroy                  | 3:46    |  |
| 25.                                                                  | "La chanson de la mer (berceuse)" |                | Nolwenn Leroy                  | 3:47    |  |
| Duração total:                                                       | Duração total:                    | Duração total: | Duração total:                 | 54:02   |  |